# Narn
Narn este o rasă extraterestră fictivă din universul seriei de televiziune Babylon 5. Lumea lor de origine se numește tot Narn. 

## Planeta-mamă
Narn este lumea de origine a regimului Narn și a rasei Narn. Ziua sa are 31 de ore terestre. Înainte de prima invazie a Centaurilor, Narn era o planetă verde sănătoasă. Acum are aspectul planetei Marte ceva mai locuibilă. Temperatura suprafeței poate fluctua cu cel puțin 60 de grade Fahrenheit în orice zi. Înainte de invazia Centauri, planeta a fost dominată de jungle și păduri primordiale, pline cu numeroase animale. Munții înfiorători și mările mici, fără lacuri, acopereau restul globului. Unul dintre cele mai venerate locuri de pe Narn este lanțul muntos G'Quon, care a fost odată casa viciosului On'Vik și a turmelor de Dar sălbatice și a bestiilor sălbatice Natok, care fac zgomot atunci când sunt furioase sau sunt deranjate. 
Cu toate acestea, în urma celor două ocupații Centauri, lumea de origine Narn este acum destul de stearpă, cu o atmosferă subțire și o umiditate scăzută. O mare parte din pământ este un pustiu dezolant din cupru, întrucât prima ocupație a Centauri a epuizat mediul; rămân foarte puține zone de pădure și jungla originală. Cu toate că Narn a recuperat o mare parte a planetei pentru agricultură, au reușit să restaureze suprafețe relativ mici de pădure și junglă. Cea de-a doua invazie Centauri a Narnului a provocat tulburări climatice masive din cauza bombardamentului orbital cu asteroizi. Starea actuală a biosferei deja epuizate a planetei după bombardament este sumbră, cu puține specii mari de animale rămase pe Narn (cum ar fi Val) sunt pe cale de dispariție. Se pare că doar speciile aviare par să înflorească; pare un consens general între oamenii de știință Narn și extratereștri că doar terraformarea puternică poate readuce planeta la fosta sa condiție de pădure luxuriantă. (Ar fi tentant să prezentăm Republica Centauri ca plătind factura pentru operațiunea de terraformare.) Minbarii s-au oferit să ajute Narn cu echipamente de terraformare.

## Biologie
Un Narn este înalt și are o construcție bogată; este chel, cu tenul roșu-portocaliu, plin cu pete maronii și/sau verzi. Apar ca fiind reptilieni ca origine. Femeile Narn dau naștere unui copil viu, dar la scurt timp după naștere, un prunc Narn este plasat într-o pungă în bărbatul Narn și rămâne acolo până când sunt destul de mari pentru a părăsi punga tatălui lor. Ca atare, sugarii Narn sunt numiți „pungi”. 
Din punct de vedere fizic, rasa Narn este printre cele mai puternice dintre toate rasele tinere și poate face față în lupta corp la corp chiar și cu Minbari. Un Narn tipic este considerabil mult mai  atletic decât un om sau Centauri. Cu toate acestea, nivelul relativ scăzut al tehnologiei Narn, comparativ cu Minbari și Centauri, i-a împiedicat să depășească aceste rase. 
În vremea celui de-al doilea Război al Umbrelor, nu au existat telepați Narn, întrucât, potrivit legendei, toți telepații au fost exterminați de o forță întunecată, mai târziu cunoscută sub numele de Umbre, cu un mileniu în urmă (în timpul primului Război al Umbrelor ). Biologic, gena telepatică este prea slabă în populația actuală pentru a se exprima în mod natural. Acest lucru a dus la mai multe încercări din partea Narn de a cumpăra ADN-ul telepaților din alte rase (în principal oameni), în speranța de a se combine cu propriile lor gene și să înceapă să se reproducă telepații Narn. 

## Istorie
Până când Centaurii i-au ocupat și exploatat, Narn au fost în mare parte fermieri pașnici. Până la prima ocupație Centauri, lumea de origine Narn nu a fost unită sub un singur guvern, dar aparent a fost împărțită în diferite clanuri sau unități similare cu statele-națiune ale Pământului. Lumea de origine Narn era plăcută și verde, și în rândul populației Narn au existat telepați. În timpul primului război al umbrelor (corespunzător secolului al XIII-lea d.Hr.), Umbrele au folosit unul dintre continentele sudice ale planetei Narn ca bază. Au fost alungați de pe planetă de un grup de telepați Narn, dar telepații au fost exterminați în acest proces. 
În 2109, Centaurii au întâlnit rasa Narn și au stabilit relații cu ei. Narn în acest moment erau primitivi din punct de vedere tehnologic în comparație cu Centauri; nu aveau flote majore de nave cu doar câteva planete colonii, inclusiv Raghesh 3 și Hylak 7. Au întâmpinat Centaurii cu brațele deschise, iar Centauri au trecut repede de la a le fi prieteni la înrobirea întregii populații Narn. Lumea de origine Narn a fost exploatată fără milă pentru resursele sale naturale - pădurile și junglele au fost tăiate, iar cea mai mare parte a fâșiei de suprafață a planetei a fost extrasă. Specii de animale și plante întregi au fost duse la dispariție. Narnii înșiși au fost folosiți ca slujitori sau muncitori de către Centauri, care locuiau adesea în moșii mari lucrate de sclavi Narn; mulți Narn au fost deportați în lagărele de lucru din alte lumi. 
Dându-și seama că planeta lor era condamnată cu excepția cazului în care Centaurii erau obligați să plece, Narnii au început un lung război de gherilă împotriva stăpânilor lor Centauri. Narn a învățat cum să folosească tehnologia Centauri și armele și a transformat aceste arme împotriva lor. Au efectuat lovituri pe fugă asupra bazelor Centauri, au asasinat oficialii și civilii Centauri și au distrus navele de război și echipamentele Centauri. Centaurii au răspuns acestor atacuri într-un mod nemilos; o sută de mii Narn au fost executați ca pedeapsă pentru pierderile Centaurilor, iar orașele au fost bombardate pentru a demoraliza populația. Dar Narn a perseverat și, în cele din urmă, Centaurii au obosit din cauza acestui conflict și au plecat în jurul anului 2231 după 100 de ani de ocupație. Astfel Narn și-a recăpătat independența. Kha'Ri a fost reînființat și va conduce Narnul până la înfrângerea sa în cel de-al doilea război Narn-Centauri din decembrie 2259. 

## Religie și societate
Cei mai mulți Narn urmează coduri de onoare personale foarte stricte, deși multe alte rase din trecut au avut tendința de a vedea un Narn ca fiind lacom, duplicitar, cu două fețe și trădător. O parte din acest punct de vedere poate rezulta din influența Centaurilor și ostilitatea lor față de Narn, dar o mare parte din aceasta provine din comportamentul Narn în timpul construcției imperiului lor între perioadele de la sfârșitul primei ocupații Centauri și Războiul Narn-Centauri.  
Societatea Narnă (atât înainte, cât și după secolul lor de înrobire de către Centauri) este strict ierarhică și se bazează pe un sistem de clase. De obicei, imperfecțiunile și deficiențele fizice nu sunt recunoscute, ceea ce înseamnă că orice echipament care să le compenseze, cum ar fi lentilele corective pentru deficiențe de vedere, trebuie să provină din societățile altor specii. 
Kha'Ri este format din 8 cercuri, familiile regale fiind Primele, lideri spirituali în al doilea cerc, oficialii guvernamentali în al treilea cerc. Ambasadorul pe Babylon 5, G'Kar, a fost membru al celui de-al treilea cerc. Kha'Ri avea sediul în orașul G'Khamazad de pe Narn. Restul oamenilor sunt împărțiți în muncitori calificați, plebea sau cei pierduți (șomeri, criminali și bolnavi mintali). Mișcarea ascendentă între clase este dificilă pentru majoritatea. Orașele Narn sunt construite în districtele aproximativ concentrice care reflectă ierarhia socială. 
Narn este un popor profund religios și social conservator. Narn are mai multe religii și unii Narn sunt atei, dar cei care urmează o credință o iau foarte în serios. Cartea sfântă a lui G'Quan este atât de venerată încât copiile noi trebuie să fie scrise manual și identice în formă cu copiile existente, inclusiv orice imperfecțiuni din pagini, iar ritualurile trebuie urmate corect sau nu mai sunt deloc îndeplinite, o practică de care Londo, Ambasadorul Centauri, profită în episodul sezonului 1 By Any Means Necessary. De asemenea, este considerat sacrilegiu traducerea cărții într-o altă limbă, în timp ce degeaba este încruntată. 
Narn, la fel ca majoritatea raselor, are în mitologie ființe luminoase cu aripi (datorită manipulării Vorlonilor a raselor tinere). Aceste ființe sunt similare cu îngerii diferitelor religii umane. 
În timp ce executa o sentință de atac agravat pe Babylon 5, G'Kar și-a notat gândurile și ideile pe hârtie. În timpul serviciului său de gardă de corp a lui Londo Mollari pe Centauri Prime câțiva ani mai târziu, mai mulți fideli Narn și-au combinat scrierile în Cartea lui G’Kar, care a început, dacă nu o religie nouă, apoi cu siguranță un cult puternic. Cartea lui G’Kar a fost prima lucrare publicată de Narn care a extras Cartea lui G’Quan și este, de asemenea, copiată manual cu toate imperfecțiunile incluse (de exemplu, o pată de cafea lăsată de Garibaldi). Sute de Narn s-au deplasat la Babilonul 5 pentru a căuta îndrumarea lui G'Kar, forțându-l să-și asume involuntar persoana unei icoane religioase. 
Un Shon'Kar este un jurământ de sânge Narn. Jurământul este făcut de un Narn împotriva cuiva care i-a nedreptățit pe toții Narnii sau familia lor. Se așteaptă ca un individ Narn să nu se odihnească până când ținta Shon'Kar-ului este moartă. Dacă individul Narn eșuează, familia continuă Shon'Kar până când ținta este ucisă. 
Narn nu apucă niciodată arme decât dacă înseamnă că le folosește. Dacă scoate din teacă un K'tok, o sabie Narn, atunci trebuie să fie vărsat sânge înainte de a putea fi băgată la loc (chiar dacă sângele este al celui cu sabia). 

### G'Quan Eth
G'Quan Eth este o plantă cu flori arsă ca tămâie ceremonială de către poporul Narn în timpul ritualului care încheie "Zilele lui G'Quan"; floarea fiind un simbol al credinței. Planta este descrisă ca fiind dificil de cultivat, costisitoare de transportat, dar este totuși vitală pentru ceremonia Narn. Planta servește ca punct de complot în episodul „Prin orice mijloace necesare”.  :128-129 Căutarea lui G'Kar de a înlocui o plantă distrusă rezultă din „datoria sa de a conduce membrii speciei sale de la bordul stației într-unul dintre cele mai sfinte servicii religioase anuale”.:43

## Guvern
Regimul Narn este guvernul Narn. Regimul este condus de „Kha'Ri”; este practic un consiliu mare, cu diferite niveluri (numite „cercuri”) de autoritate. Primul cerc este format din elita națională care duce politica planetară și se ocupă de relațiile cu alte rase extraterestre. Înainte de războiul Narn-Centauri, apartenența la Kha'Ri era formată în cea mai mare parte din veterani și conducători ai succesului războiului de gherilă al Narn împotriva Centaurilor, ceea ce poate reprezenta aproape obsesia Kha'Ri cu umilirea și înfrângerea constantă a Centaurilor. Regimul Narn este un imperiu tânăr, crescând rapid de la independența lor față de Republica Centauri la începutul secolului 23. Diplomația inteligentă, o abordare pragmatică a traficului de arme și investițiile în construirea propriilor capacitați militare au fost toate caracteristici ale regimului Narn în deceniile premergătoare războiului cu umbrelor. De exemplu, Narn a fost singura putere majoră dispusă să vândă arme eficiente Alianței Pământului în timpul Războiului Pământ-Minbari, deși, în secret, luând în considerare amenințarea Minbari  pentru că i-a ajutat pe dușmani acestora. Faptul că armamentul lor a fost derivat din proiectele Centauri i-a dezvoltat  și Narn speră că rasele mai vechi să-i suspecteze pe foștii lor ocupanți și să îi atace în locul lor. 
Devastarea provocată lumii de origine Narn le-a lăsat o mică alegere, fie să accepte o lungă încercare dificilă de a restabili clima și biosfera distrusă a planetei lor - fie de a stabili și apăra colonii care ar putea trimite resurse pentru a susține lumea de origine muritoare Narn. Narn a ales această ultimă opțiune, hotărând să-și extindă economia și influența cât mai repede posibil și prin orice mijloace necesare. Au vândut orice tehnologie și / sau arme de valoare oricui își putea permite să plătească pentru aceasta, inclusiv grupurilor marcate drept infractori și pirați de către alte rase. Folosind tehnologie și șantiere navale orbitale moștenite de la Centauri, au construit rapid o flotă stelară proprie și au colonizat mai multe planete din apropiere în primii ani de independență. Viteza cu care a crescut imperiul Narn a fost cu atât mai impresionantă, având în vedere micul lor avans tehnologic înainte de sosirea Centaurilor. Pentru a se dezvolta, Narn a adoptat politici nemiloase și o abordare pragmatică a acordurilor diplomatice. Când s-au simțit suficient de puternici, Narn a început să hărțuiască și să jefuiască alte rase, așa cum le-a făcut lor Centaurii. Deseori erau agresivi și brutali, nu ezitau să folosească amenințările sau forța directă pentru a acapara regiuni aflate în litigiu sau pentru a rezolva conflictele în favoarea lor. Astfel, nu este surprinzător faptul că multe rase, chiar și cele care au continuat să tranzacționeze cu Narn, în ciuda nemulțumirilor lor cu politicile și acțiunile Narn, au avut opinii ambivalente sau negative despre Regimul Narn și despre Narni în general. Au avut puțini prieteni printre celelalte rase, chiar și printre acele rase care făceau tranzacții cu ele, care prea adesea s-au trezit pe partea greșită a percepției duble privind Narnii - o eroare văzută inițial de Narni ca un preț mic de plătit, până când și-au dat seama prea târziu în timpul războiului Narn-Centauri că nu puteau supraviețui fără aliați și că au înstrăinat orice potențial prieten. 
Regimul Narn la cea mai mare expansiune, în afară de lumea natală Narn, a inclus și o serie de colonii și sisteme planetare precum Che, Zok, Dros și Sigma 957. Teritoriul Narn a inclus și sectoare vitale de la frontiera cu Centauri, cum ar fi Cvadrantele 14 și 24. Aceste colonii au făcut ca regimul Narn să fie o putere majoră în galaxie. Totuși, această situație nu a durat mult. 
La începutul seriei, guvernul Narn este înfățișat ca lipsit de scrupule și agresiv. (Midnight on the Firing Line) Un atac furios asupra unui avanpost Centauri stabilește scena pentru represalii din partea Republicii Centauri, care în cele din urmă va duce la distrugerea virtuală a Regimului Narn. Episoadele ulterioare, cum ar fi Deathwalker, unde Narn încearcă să ia în custodie un prizonier Dilgar și Legacies, atunci când încearcă să cumpere un telepat uman, fac puțin pentru a îmbunătăți reputația slabă pe care o are Narn, rasă considerată a fi oportunistă și însetată de influență și putere. 
Când Narnii au aflat că nu pot câștiga războiul cu Centaurii, au fost atât de disperați să reînceapă, iar o parte diferită a naturii Narn a devenit evidentă. Sunt curajoși și capabili să prezinte un grad extraordinar de sacrificiu de sine, cum ar fi atunci când o navă de război Narn permite unui grup de nave civile să scape, punându-se între navele de luptă Centauri și o poartă de salt în hiperspațiu. (Acts of Sacrifice - Fapte de sacrificiu) Acest curaj se extinde dincolo de propria specie, atunci când Narn a ajutat Babylon 5 să se apere de forțele președintelui Clark în Severed Dreams - Vise secrete. 

## Războiul Narn-Centauri
În 2259, fără cunoștința împăratului Centauri, anumite facțiuni ale Republicii Centauri au organizat o mică flotă de Umbre pentru a distruge o bază militară Narn în Cuadrantul 37, ucigând 10.000 dintre cei mai buni războinici Narn. Narnii nu au reușit să descopere cine a distrus baza, iar câteva luni mai târziu, o altă flotă a Umbrelor - care a acționat din nou la o cerere a lui Londo Mollari, ambasadorul Centauri pe Babylon 5, a atacat cea mai mare colonie Narn din Cuadrantul 14, distrugându-le apărarea. De data aceasta, o flotă de nave de război Centauri a sosit după plecarea Umbrelor pentru a ocupa și asigura securitatea planetei. Au fost repede descoperite și atacate de o escadrilă de luptători Narn. După ce a aflat acest lucru, Regimul Narn, recunoscând existența Umbrelor sau alianța lor secretă cu anumiți oficiali Centauri, a declarat oficial război împotriva Republicii Centauri (episodul sezonului 2 The Coming of Shadows). 
În următoarele câteva luni, Narn a pierdut constant războiul defensiv cu Centaurii. În timp ce flota spațială Narn a arătat impresionantă înainte de război, ea a fost folosită în principal în atacuri de genul atacă și fugi asupra țintelor Centauri prost apărate. Când s-a ajuns la un război complet deschis, Narn a descoperit că flota Centauri era încă mult mai mare decât a lor și că navele de război Centauri aveau încă un avantaj tehnologic semnificativ față de cele Narn. Navele Centauri erau echipate cu gravitație artificială, ceea ce le oferea mai multă viteză și manevrabilitate decât navele de război Narn. Chiar și așa, experiențele Narn cu Centauri le-au permis să compenseze unele dintre aceste probleme, iar în mai multe bătălii (cum ar fi cea din apropierea Babylon 5), distrugătoarele grele Narn au reușit să distrugă sau cel puțin să avarieze grav navele Centauri înainte de a fi distruse și ele. Ceea ce i-a făcut cu adevărat pe Narn să piardă a fost ajutorul secret pe care Centaurii l-au primit de la aliații lor, Umbrele; dacă Centaurii nu ar fi fost ajutați de Umbre, Narn ar fi putut să țină piept cu succes forțele Centauri ani buni. Cu toate acestea, flota Narn nu a fost deloc potrivită pentru lupta cu navele antice ale Umbrelor, o singură navă a Umbrelor a putut distruge cu ușurință o întreagă flotă de nave de război Narn. 
După ce a pierdut câștigurile teritoriale din ultimii 30 de ani în numai șase luni, disperatul Înalt Comandament Narn a decis să lanseze o lovitură totală împotriva bazei principale de aprovizionare Centauri pe o planetă numită Gorash 7. Narn spera că prin unirea majorității navelor de război rămase într-o singură armată, ar putea distruge baza de aprovizionare Centauri și forța Centauri își va opri temporar avansul. Acest lucru ar oferi timp regimului Narn să se regrupeze și să-și reconstruiască forțele. Pericolul acestui plan era că, pentru a crea o flotă suficient de mare pentru a realiza cu succes atacul, apărarea lumii de origine Narn ar fi fost puternic slăbită, lăsând-o astfel complet deschisă atacului, dacă Centaurii ar descoperi planul Narn. Din păcate pentru regimul Narn, Centaurii au aflat într-adevăr despre strategia Narn prin interceptarea și decodarea transmisiilor codificate și au planificat un contraatac decisiv pentru a pune capăt războiului cu un atac masiv asupra lumii mamă Narn (episodul sezonului 2 The Long, Twilight Struggle). Ambasadorul Mollari a transmis informațiile către Umbre și astfel cinci nave de război ale Umbrelor au așteptat flota Narn la Gorash 7. Deși Narn a luptat eroic, într-o luptă care a durat doar câteva minute, întreaga armată Narn a fost complet distrusă și sute de crucișoarele grele și nave de luptă Narn au fost pierdute. Nici o navă a Umbrelor  nu a fost distrusă (deși una a avut pagube minore). 
Între timp, principala flotă Centauri era liberă să avanseze spre lumea natală Narn, practic fără opoziție. Când ambasadorul Londo și-a exprimat teama că Narn va lupta feroce pentru a-și apăra propria lume mamă și că orice forță de invazie va fi „până la gât în sângele lor”, Lordul Refa, aliatul său în începerea războiului, i-a spus lui Londo să nu-și facă griji. Refa a dezvoltat un plan care să evite victime majore din rândul Centauri, fără a debarca o armată de invazie pe lumea natală Narn; în schimb, o flotă Centauri ar bombarda orbital suprafața planetei cu meteoriți mari transportați prin atracție gravitațională de navele de război Centauri. Aceștia ar „pulveriza” pur și simplu orașele și civilizația Narn, iar Centaurii ar putea apoi să aterizeze și să preia orice ruine rămase. În urma planului lui Refa, flota Centauri a început să bombardeze ilegal Narn din spațiu(acest tip de bombardament - orbital cu meteoriți - este considerat echivalentul folosirii armelor de distrugere în masă în universul Babylon 5, fiecare rasă majoră având semnate tratate împotriva acestei practici). Meteoriți uriași au căzut pe suprafața planetei, reducând majoritatea orașelor Narn la moloz, ucigând milioane de civili Narn și spulberând eficient infrastructura și abilitățile defensive ale Narn. Ca un act de supraviețuire simplă, Regimul Narn a fost de acord cu o predare necondiționată în mâinile Centaurilor, care apoi au re-ocupat lumea mamă Narn cu forțe militare și au înrobit din nou poporul Narn. Liderii regimului Narn, Kha'Ri, au fost arestați și/sau executați, iar Narn a devenit o "colonie protejată" a marii Republici Centauri. Singurul membru al Kha'Ri care a scăpat a fost G'Kar, ambasadorul Narn pe Babylon 5. Deși a primit ordinul să se predea Centaurilor din partea ambasadorului Londo, G'Kar i-a cerut azil pe stație comandantului Babylon 5, John Sheridan, care a fost de acord. Cu toate acestea, lui G'Kar i s-a retras titlul de ambasador și nu i s-a permis de către Centauri să reprezinte oficial rasa Narn pe stație, deși a continuat să facă acest lucru într-o calitate neoficială. Tinerii Narn au considerat că de vină pentru înfrângerea este faptul că liderii lor au folosit strategiile Centauri. Narnii mai în vârstă, care își aminteau de prima ocupație Centauri și de prima înrobire a lumii lor, credeau că au fost învinși pentru că nu s-au comportat asemănător  Centaurilor. În urma bombardamentului orbital realizat de Centauri, lumea de origine Narn a suferit schimbări climatice majore, deoarece praful aruncat în atmosferă a redus lumina solară a planetei, a scăzut temperatura globală și a creat condițiile unui vânt aproape constant în jurul planetei. 

### Ocupația Centauri
În timpul celei de-a doua ocupații Centauri, care a fost scurtă ca timp,  Kha'Ri a fost dizolvat cu majoritatea membrilor arestați și / sau executați. Noua conducere Centauri, cu precădere Lordul Refa și împăratul Cartagia, au fost hotărâți să mențină Narnii subjugați și să-i împiedice să devină o amenințare din nou. Prin urmare, ei au tratat populația captivă Narn cu o cruzime mare: milioane au fost duși în ferme de lucru și în lagăre de concentrare, ca forță de muncă-sclavi pentru reconstrucția infrastructurii planetare. Cinci sute de Narni au fost executați pentru fiecare Centaur ucis de vreun Narn. Alte milioane de Narni au fost sacrificate ca un program de curățare genetică, destinat să elimine potențialul de agresiune din bazinul lor de gene - multe comunități întregi au fost distruse în acest proces. 
În ciuda tuturor acestor lucruri, a existat continuu o rezistență activă Narn. Rezistența a fost organizată de celule de pe Narn în sine și de pe alte lumi, procurând arme, hrană și alte resurse. Fostul ambasador G'Kar a fost cea mai proeminentă figură în această luptă și, într-adevăr, a devenit de-a lungul timpului un simbol nu doar al Narnilor de a fi liberi, ci al tuturor popoarelor din galaxie. Rămășițe ale flotei Narn care nu au fost distruse sau capturate de Centauri s-au alăturat în cele din urmă luptei împotriva Umbrelor conduse de John Sheridan, nava de război G'Tok  a avut, în special, un rol pivot într-o implicare timpurie în 2260. Odată ce s-a aflat că navele Umbrelor sunt vulnerabile în fața telepaților, putând fi distruse - navele Narn supraviețuitoare au putut să-și răzbune navele surori pierdute într-o oarecare măsură. 
Narnii au servit, de asemenea, cu distincție pe Babylon 5, prin completarea forțelor sale de securitate, mai ales ajutând la respingerea soldaților din Forța Pământului loiali președintelui Clark; ca forță de poliție pe stație, au redus rata criminalității și chiar au avut de-a face cu Centaurii de pe stație într-o manieră eficientă și profesională. În consecință, în timp ce Regimul Narn nu mai exista, Narn a rămas o parte vizibilă a luptei împotriva Umbrelor (și mai târziu și împotriva Vorlonilor). 

### Eliberarea Narn
Datorită ajutorului lui G'Kar în asasinarea împăratului Cartagia, lucru care a salvat Centauri Prime de la distrugere, Narn a fost eliberat la începutul anului 2261 (sezonul 4 episodul The Long Night). Centaurii și-au retras forțele lor de ocupație din sistemul stelar Narn și din cele mai apropiate colonii. Majoritatea membrilor Narn, aflați în poziția de a influența viitorul națiunii lor, au tins apoi mai degrabă către o dorință de răzbunare, mai degrabă decât spre reconciliere; Cu toate acestea, în acest moment, nu au fost în stare să amenințe pe nimeni, cu cea mai mare parte a bazei lor industriale distruse și doar câteva nave fugitive rămase din flota lor - suficiente pentru a apăra lumea lor de origine, dar nu pentru a duce un război. G'Kar a refuzat o ofertă de a deveni lider al noului regim Narn, insistând că acesta nu-și va lua locul decât în reconstituitul Kha'Ri. Navele Narn au oferit sprijin logistic lui Sheridan și flotei sale în încercarea finală cu succes de a-l răsturna de la putere pe președintele Clark și de a returna puterea politică din Alianța Pământului oamenilor, dar în cea mai mare parte a acestui an, Narn s-a concentrat pe reconstruirea lumii distruse a acestora. 
În 2262, armata Narn a devenit din nou mai numeroasă și mai activă, mai ales într-o forță comună de reacție cu rasa Drazi împotriva Centauri Prime, ca răspuns la o serie de atacuri asupra navelor de marfă ale Alianței Interstelare, dar și ca răzbunare pentru orice altceva. Bombardând lumea de origine Centauri cu arme convenționale,  au provocat pagube considerabile zonelor sale urbane cu zeci de mii de victime - doar o rambursare simbolică pentru carnagiul global pe care Centauri l-a provocat pe Narn, dar suficient pentru a-i umili Centaurii și la menținerea forțată la sol a flotei lor, fără alte represalii. 
După formarea Alianței Interstelare, rasa Minbari a dorit să fie iertată pentru lipsa sa de reacție în primele zile ale războiului cu Umbrele. Astfel ei au oferit lui Narn o tehnologie avansată pentru a repara daunele aduse climei sale prin bombardamentele orbitale Centauri. 

### Viitorul Narn
Vorlons au fost adesea auziți referindu-se criptic la Narni (și Centauri) ca la „o rasă pe moarte, ar trebui să-i lăsăm să treacă”. Nicio altă explicație nu a fost făcută în serial; J. Michael Straczynski a lămurit în cele din urmă ideea fanilor, spunând că specia Narn, la fel ca și Centaurii, nu va evolua ca ființe fără corp, așa cum o fac oamenii și Minbari în cele din urmă (în „The Deconstruction of Falling Stars- Deconstrucția stelelor căzătoare”); rasele Narn și Centauri nu mor, ca atare, ci rămân mai degrabă ca niște ființe de carne și sânge. 